# Távkapcs
A Távkapcs (eredeti cím: Click) 2006-ban bemutatott fantasy-filmvígjáték. A főszerepet Adam Sandler játssza, akinek ez a harmadik közös munkája Frank Coraci rendezővel a Nászok ászát és A vizesnyolcast követően. Sandler Michael Newman építészt alakítja, akit annyira lefoglal a munkája, hogy ez családja elhanyagolásához vezet. A filmet 2006. június 23-án mutatta be a Sony Pictures az Amerikai Egyesült Államokban, Magyarországon pedig 2006. augusztus 31-én került a mozikba.
A forgatókönyvet Steve Koran, Mark O'Keefe, Tim Herlihy és maga Sandler írta, akinek ez az első ilyen jellegű közreműködése a 2002-es 8 őrült éjszaka óta. Henry Winkler harmadízben játszik együtt vele, míg Sean Astinnel ez a második közös filmjük. A film végső tanulsága, hogy a család előbbrevaló a munkánál. Egyes vélemények szerint a Távkapcs mélyebben feszegeti a morális kérdéseket és keserédesebb Sandler korábbi munkáinál. A film inspirációi között említendő Charles Dickens Karácsonyi éneke és Az élet csodaszép.

## Cselekmény
Michael Newman szerető családapa, aki munkahelyén, az építészeti cégnél az igazgatói partnerségre törekszik, hogy vezető pozíciójából kifolyólag több időt tölthessen feleségével és gyermekeivel. Miután egy este képtelen a megfelelő távkapcsolót megtalálni tévéjéhez egy a feleségével való veszekedés után, Michael feldühödik és elhajt, hogy vegyen egy univerzális távkapcsolót. Egyedül az Ágy, Fürdő és Mindenmás tart már csak nyitva, így hát belép az üzletbe és rávetődik egy kiállított ágyra. Rövidesen a „Mindenmás” osztály felé veszi az irányt, ahol találkozik a különc feltalálóval, Murdállal. Murdál Michaelnek ad egy különleges univerzális irányítót, amiről hősünk úgy hiszi, közönséges távkapcsoló. Lenyűgözi, mikor ráébred, hogy az eszköz szó szerint univerzális, s így irányítja az univerzumot. Birtokosának lehetősége nyílik továbbtekerésre, visszatekerésre, vagy akár saját életének megállítására. Miután kiszórakozta magát vele, Michael úgy dönt, valami komoly dolgot is tesz a távirányítóval, előretekeri az életét előléptetéséhez, amiről biztosan tudja, hogy úgy három hónap múlva jön el. Ehelyett a tekeréssel 14 hónap telik el, s már 2007-et írunk. A távkapcsoló immáron automatikusan beprogramozta azon dolgok felpörgetését, amiket Michael egyszer már meggyorsított: betegség, szex, zuhanyzás, forgalom, szóváltások a feleségével. Mikor rájön, hogy csak ezen dolgok elkerülésével nem gyorsul fel az élete, s így nem marad le semmiről, lánya biciklijén és fürdőköpenyben megy munkába, elkerülve a forgalmat és a zuhanyzást, illetve a veszekedést, ami előfordul, ahányszor kihagyja élete egy-egy apró szakaszát, s „robotként” van jelen otthonában.
Mikor megérkezik, főnökét meggyőzi forradalmasítása a munkahelyi viseletet illetően, s felettese így szól: „Egy napon még akár a társaság vezérigazgatója is lehet magából”. Ekkor azonnal automatikus továbbtekerés történik, tíz teljes év múlik el. 2017-re drasztikus változások mentek végbe Michael életében: felesége elvált tőle és elvette fiuk korábbi úszásoktatóját, hihetetlen mértékben meghízott, s majd miután rákot diagnosztizálnak nála, elkezdi leadni kilóit. Ezt követően Newman újabb hat évet lép előre életében, 2023-ba. Édesapja meghalt, röviddel azután, hogy Michael összetöri a szívét fájdalmat okozó megjegyzésével. Amint apja sírjánál áll, Murdál jelenik meg vele szemben, s felfedi valódi kilétét: ő a Halál Angyala, és sajnálatát fejezi ki, amiért el kellett vennie Michael apját. Ezután Michael fia esküvőjén találja magát. Itt eszméletét veszti, majd kórházban ébred (még mindig 2023-ban), gyermekeivel a fekhelye mellett. Fia közli vele, hogy a nászutat el kellett halasztani, hogy rendezhessen egy fontos céges ügyet. Michaelön ennek hatására úrrá lesz az aggodalom, hogy fia hasonló útra lép, mint ő. Miután távoztak, a gyengélkedő férfi kimászik ágyából és követi gyerekeit az esőbe, ahol összeesik az úton. Családja azonnal odasiet hozzá, így elmondhatja fiának, hogy mindig a család legyen az első életében, s tudatja volt feleségével, hogy még mindig tiszta szívéből szereti. Ezután rögtön meghal. Később nagy hirtelenséggel az Ágy, Fürdő és Mindenmásban tér magához. Hazamegy, ahol az ismerős távkapcsoló az asztalon várja, mellette egy üzenettel Murdáltól, amiben az áll, hogy Michael most már tudja, mit kell tennie. Ki is hajítja a szemétbe az irányítót, s ezzel nagy változás áll be elkövetkezendő életében.

## Szereplők
| Szereplő           | Színész                                                                                      | Magyar hang                                                                          |
| ------------------ | -------------------------------------------------------------------------------------------- | ------------------------------------------------------------------------------------ |
| Michael Newman     | Adam Sandler                                                                                 | Csőre Gábor                                                                          |
| Donna Newman       | Kate Beckinsale                                                                              | Gubás Gabi                                                                           |
| Murdál             | Christopher Walken                                                                           | Barbinek Péter                                                                       |
| John Ammer         | David Hasselhoff                                                                             | Forgács Péter                                                                        |
| Ted Newman         | Henry Winkler                                                                                | Szombathy Gyula                                                                      |
| Trudy Newman       | Julie Kavner                                                                                 | Szabó Éva                                                                            |
| Bill Rando         | Sean Astin                                                                                   | Kerekes József                                                                       |
| Ben Newman         | Joseph Castanon (7. évesen) Jonah Hill (17. évesen) Jake Hoffman (22–30. évesen)             | Czető Ádám (7. évesen) Szvetlov Balázs (17. évesen) Schmied Zoltán (22–30. évesen)   |
| Samantha Newman    | Danielle Tatum McCann (5. évesen) Lorraine Nicholson (14. évesen) Katie Cassidy (27. évesen) | Ungvári Zsófia (5. évesen) Tamási Nikolett (14. évesen) Zsigmond Tamara (27. évesen) |
| Kevin O'Doyle      | Cameron Monaghan                                                                             | Penke Bence                                                                          |
| Janine             | Jennifer Coolidge                                                                            | Vándor Éva                                                                           |
| Alice / Albert     | Rachel Dratch                                                                                | Molnár Erika                                                                         |
| Stacy              | Sophie Monk                                                                                  | Árkosi Kati                                                                          |
| Linda              | Michelle Lombardo                                                                            | Pap Kati                                                                             |
| Fickó az áruházban | Nick Swardson                                                                                | Szabó Máté                                                                           |
| Férfi ápoló        | Frank Coraci                                                                                 | Vári Attila                                                                          |
| narrátor           | James Earl Jones                                                                             | Geszti Péter                                                                         |
| Habibu herceg      | Rob Schneider                                                                                | Józsa Imre                                                                           |

## A távkapcsoló funkciói
A távkapcsoló filmben szereplő opciói:
StopMichael-ön kívül mindenkit és mindent megállít, amilyen helyzetben éppen van. Michael néha árt az embereknek, mialatt le vannak stoppolva; hirtelen fájdalmat éreznek, de nem sejtenek semmit.
TovábbtekerésHasználható más emberek vagy a család kutyájának felgyorsítására (az alanyok mit sem vesznek észre belőle). Mikor Michael saját életén használja ezt a funkciót, „robot-módra” vált az átlépett intervallumban. (Robotmódban Michael nem változtat szokásain, monoton teszi, amit szokott.)
VisszatekerésSemmin nem változtathat, de Michaelnek lehetősége nyílik múltja meglátogatására, anélkül, hogy beavatkozna. A távkapcsolóval rendelkező Michael és az épp figyelt Michael külön dimenzióban vannak az adott időben, és csak a visszatérő én észleli a másikat. Kiderül még az is, hogy Michael csak oda képes visszamenni, ahol maga is jelen volt.
HangerőszabályozásMichael lehalkítja kutyája ugatását (az ebnek látszólag nem tűnik fel, hogy elnémították). Szintén jól jön ez a funkció a dugóban egy daloló és már-már táncoló ember, illetve hangosan hallgatott autórádiójának hangtalanítására.
NyelvválasztásA választási lehetőségek között szerepel az angol, a spanyol és a japán nyelv. Tökéletes fordítást produkál, ellentétben a valós életben használt automata fordítógépekkel. Michael ennek segítségével kihallgatja leendő japán ügyfeleit, így megtudja, mit gondolnak az ajánlatról, s sikerül megkötni a megállapodást. Továbbá úgy töri meg egy előadás unalmát, hogy az előadó (Michael főnöke) látszólag spanyol nyelvre kapcsol és Michael is spanyolul beszél. (Ezt egyedül ő érzékeli.)
Színmélység beállításaMichael saját arcszínén kísérletezik ezen lehetőséggel. Látszólag árnyalatokkal operál (noha a telítettség nagy mértékben növekszik a próbálgatásai közepette). Más emberek is észreveszik Michael „lebarnulását”.
Képarány beállításaA lehetőségek: normál, szélesvásznú vagy panoráma. Michael főnöke kinézetét teszi alacsonnyá és kövérré; hangja ezzel összhangban változik. (Ennek is csak Michael tanúja.)
FőmenüTartalmaz jelenetválasztást és extrákat, úgymint „így készült” és audiokommentár.
Kép a képbenMichael akkor használja, mikor felesége barátnője, Janine panaszkodik. Mikor megnyomja a gombot, egy kis kép jelenik meg a jobb alsó sarokban, amin a New York Yankees játékosa, Hideki Matsui három hazafutásos ütése látható. (Ezt csak Michael látja).

## Bevételek
A Távkapcs júniusi nyitásának hétvégéjén a dobogó legfelső fokára lépett az amerikai toplistán 40 millió dollárral, folytatva Adam Sandler sikerszériáját. Szeptemberi kapuzárásáig a film 137,3 millió dollárt hozott hazájában és további 98 milliót a világ többi részén.
Magyarországon Sandler eddigi legnagyobb sikerének bizonyult a Távkapcs. Annak ellenére, hogy a Moziünnep hétvégéjén indult, ám a rendezvényben nem vett részt, a film első négy napján több mint negyvenezer nézőt vonzott a mozikba országszerte. Budapesten nyitóhetében első helyen kezdett 31,7 millió forintos bevétellel. Országszerte összesen több mint 170 ezer néző látta.

## Érdekességek
- A jelenetek többsége 2006-ban, 2007-ben, 2017-ben és 2023-ban játszódik, de különböző flashbackek más időkbe is elkalauzolják a nézőt.
- Michael egy "Minden(teljesen)más" feliratú helyiségben jut hozzá az univerzális távkapcsolóhoz az Ágy, Fürdő és Mindenmásban. A helyiség a számos filmben, könyvben, a valóságban pedig vélt vagy valós összeesküvés-elméletekben szereplő Kormányzati Raktárházhoz hasonló helyként lett megalkotva. Az elképzelések szerint itt őrzi a kormány mindazon tárgyakat, dolgokat, amiket nem akar a nyilvánosság elé tárni, különböző okokból kifolyólag.
- Michael Newman és felesége, Donna Newman dala a The Cranberries Linger című száma; maga az együttes énekesnője, Dolores O’Riordan énekli ezt az esküvőn.
- Az O’Doyle-család a filmben utalás Billy Madison – A dilidiák című filmben szereplő családra. Murdál ajánlása Michaelnek, hogy menjen vidám (happy) helyre, utalás a Happy, a flúgos golfosra.
- Jennifer Coolidge játssza Janine-t, mindez utalás Amerikai pite-filmekbeli karakterére, Stifler anyjára.
- Mikor Michael megérkezik 2023-ba, észrevehető a kész Szabadság Torony (Freedom Tower), melyet a World Trade Center tornyai helyére építettek föl.
- Rob Schneider feltűnik egy jelenet erejéig Habibu hercegként, elmaszkírozva. Schneider minden Sandler filmben megjelenik, és fordítva.
- A Homályzóna A Kind of a Stopwatch című epizódja hasonló cselekményelemeket mutat a Távkapccsal (azonban az idő-kontrolláló eszköz egy stopperóra távkapcsoló helyett).
- Idő-kontrolláló távirányítók megjelentek korábban Paul Jennings és RL Stine novelláiban, a cselekmény szempontjából fontos eszközként.
- A kempingkirándulás helyszíne a New Hampshire-i Winepisaukee-tó. Adam Sandler az ottani Manchesterben nevelkedett.
- A flashbackben, ahol Michael és Donna először csókolózik, Janine Bart Simpsonos pólót visel. Ez azt kell jelentse, hogy az első csók az 1990-es évek elején történt, mivel A Simpson család produktumokat korábban nem forgalmaztak; a háttérben szóló dal 1993-ban jelent meg. A Bart Simpson-póló feltűnése ettől függetlenül is jelentőséggel bír, hiszen a Michael anyját alakító Julie Kavner az eredeti változatban Marge Simpson hangját kölcsönzi.
- A Family Guy North by North Quahog címet viselő epizódjában van egy hasonló jelenet, mikor Peter a Mindenmás osztályra megy az Ágy, Fürdő és Mindenmásban.
- Ez az első Sandler-film, amiben nem tűnnek fel a színész A dilidiák óta állandó partnerei, Allen Covert, Peter Dante és Jonathan Loughran.
- A filmet magas felbontású Genesis Panavision kamerával vették fel.
- Christopher Walken Murdált, a halál angyalát alakítja. 11 évvel korábban ugyanezt a szerepet töltötte be az Angyalok háborúja című filmben, mint Gábriel arkangyal.
- Henry Winkler ezt megelőzően A vizesnyolcas és a Sátánka című filmekben tűnt fel Sandler oldalán.

### A magyar szinkron változtatásai
- Az eredeti verzióban Walken karakterét Mortynak hívják. Az angol nyelvben a ‘mortal’ szó halálost jelent, így ez a név beszédes név, egyfajta szójáték. A magyar keresztségben a Morty Murdál lett, ami hasonló jellegű szóvicc, mivel a magyar nyelvben elterjedt a ‘murder’ (gyilkosság) angol szó szabadosan fordított és meghonosodott alakja, a megmurdál, ami nyelvünkben annyit tesz: meghal.
- Az eredeti verzióban azon flashback-jelenetben, mikor Michael kempingezik szüleivel, a gyerekek egy Three’s a Company című tévésorozatot rohannak nézni. A fordításban Starsky és Hutch lett belőle, mivel ez a széria sokkal ismertebb idehaza.
- Az eredeti verzióban Michael életének kommentárját James Earl Jones színész (a Csillagok háborúja Darth Vaderének eredeti hangja) szolgáltatja. A magyar nézők azonban Geszti Pétert hallják, Jégkorszakbeli szerepében, vagyis Sid, a lajhárként.

## A filmben felcsendülő dalok
- Air Supply – "Making Love Out of Nothing At All"
- The Cars – "Magic"
- The Cranberries – "Linger"
- Gwen Stefani – "Cool"
- The Kinks – "Do It Again"
- Loverboy – "Working for the Weekend"
- New Radicals – "You Get What You Give"
- The Strokes – "Someday"
- Tears for Fears – "Everybody Wants to Rule the World"
- Toto – "Hold the Line"
- T. Rex – "20th Century Boy"
- U2 – "Ultraviolet"

## Díjak és jelentősebb jelölések
- Oscar-díj
  - jelölés: legjobb smink
- People's Choice Awards, USA
  - díj: kedvenc vígjáték